# Heidi und Peter
Heidi und Peter é um filme suíço de drama dirigido por Franz Schnyder. O roteiro foi escrito por Richard Schweizer, Max Haufler, Paul Ruffy, David Wechsler, baseado na literatura infantojuvenil homónima de 1880 escrita pela autora suíça Johanna Spyri. O filme estrelou Heinrich Gretler, Elsbeth Sigmund e Thomas Klameth. É uma sequela do filme anterior Heidi de 1952. Estreou na Suíça em 10 de março de 1955.

## Sinopse
Dois anos se passaram desde que Heidi e Klara se separaram. Os planos de Klara para visitar Heidi nunca resultam. Klara, desde então, sofreu uma recaída e às vezes tem que se sentar na cadeira.
Heidi é bastante ocupada na escola. Apenas Peter passa seu tempo com ela andando de trenó para ir à escola. E Alpöhi inventa uma lista. Quando Nikolaus se veste para caçar em 6 de dezembro, Peter tem medo que isso o atrapalhe na escola. Mas não aprende a ler tão bem. Então Heidi o ajuda com diligência, já que o professor não faz isso, e logo Peter aprende a ler fluentemente.
Klara finalmente pode viajar para a Suíça. A carta na qual ela conta sua chegada, Peter e Heidi logo se alegram. Então, Heidi tem de cuidar de sua convidada. Como Klara não pode andar tão bem, Heidi e Peter não podem acompanhar até os Alpes. Peter fica muito chateado. Finalmente, ele constrói um abrigo especificamente para Heidi e também é um pouco apaixonado por ela. Nos Alpes, Peter atende o topógrafo que pesquisa as montanhas. Depois de falar com os agrimensores Peter quer assumir esta profissão porque pode, então, ficar nas montanhas. O treinamento custa muito dinheiro, o que não tem a família pobre.
Peter é sempre taciturno em comparação com Heidi e Klara. Ele vê a cadeira de rodas estacionada e a empurra pela montanha abaixo. Seu plano é que Klara saia. Numa noite, Peter tem pesadelos por causa de sua má acção. O Alpöhi vem rapidamente e descobre quem empurrou a cadeira de rodas. Mas ele não diz nada, porque Klara é incentivada pela ausência da cadeira para poder andar novamente.
Em uma noite de tempestade terrível Klara fica assustada. Quando o Alpöhi tem que ir para a aldeia porque a montanha está ameaçando inundar a aldeia, ela fica em em pânico na noite anterior e só Heidi pode detê-lo. Finalmente, Heidi e Klara encontram Alpöhi na floresta.
A montanha inundou a aldeia. Embora não houve vítimas, mas teve um grande dano material. Naturalmente, Klara ajuda na limpeza. Para tal tragédia não acontecer novamente no futuro, o vale será coberto. Para levantar o dinheiro necessário, um festival público é realizado. E nele encontra o Sr. Sesemann que quer que Peter seja o agrimensor do festival.

## Elenco
- Elsbeth Sigmund como Heidi
- Heinrich Gretler como Alp-Öhi
- Thomas Klameth como Geissenpeter
- Emil Hegetschweiler como Professor
- Elsie Attenhofer como Tia Dete
- Margrit Rainer como Mãe de Peter
- Fred Tanner como Pfarrer
- Isa Günther como Klara Sesemann
- Willy Birgel como Senhor Sesemann
- Traute Carlsen como Avó de Klara
- Anita Mey como Senhorita Rottenmeyer
- Theo Lingen como Mordomo Sebastian
- Schaggi Streuli como Topógrafo 1
- Peter W. Loosli como 2. Topógrafo 2
- Max Haufler como Padeiro

## Literatura
- Johanna Spyri: Heidi kann brauchen, was es gelernt hat. Mit Bildern von Hans G. Schellenberger. (Versão não editada do texto original de 1881.) Arena, Würzburg 2004, ISBN 3-401-05601-8

## Curiosidades
- Theo Lingen actuou como criado na casa Sesemann, um papel que ele desempenhou na época em vários filmes.